# Oratorio di San Giuseppe dei Falegnami
L'oratorio di San Giuseppe dei Falegnami è un edificio di culto situato nel centro storico di Palermo. Il monumento occupa una porzione dell'area delimitata a nord dal vicolo Giuseppe D'Alessi che lo separa dalla Chiesa di San Giuseppe dei Teatini, è adiacente al Convento dei Teatini della Casa dei Teatini. L'insieme del complesso monumentale dei Teatini costituisce il vertice del mandamento Palazzo Reale o Albergaria a ridosso della strada del Cassaro (odierno Corso Vittorio Emanuele), delimitato a oriente da Via Maqueda.

## Storia
L'attuale oratorio di San Giuseppe dei Falegnami fu originariamente fondato da due congregazioni: quella di Gesù, Giuseppe e Maria, e quella dei Servi del Santissimo Sacramento e Immacolata Concezione che gli attribuirono il titolo di Elevazione delle Quaranta Ore. Nel 1805 fu però assegnato alla compagnia di San Giuseppe dei Falegnami (fondata nel 1499 e divenuta più tardi compagnia), che gli diede il nome che porta ancora oggi.
L'oratorio, di piccole dimensioni, è impreziosito dagli stucchi realizzati all'inizio del Settecento da Giuseppe Serpotta, aiutato probabilmente da Procopio Serpotta (fratello e nipote del più noto Giacomo) come ipotizza lo studioso Donald Garstang. Le numerose decorazioni comprendono: cornici, putti, medaglioni e festoni in cui si inseriscono gli affreschi tardo-settecenteschi. Lo stesso tema decorativo lo si ritrova nella volta a botte piuttosto bassa, sostenuta da pilastri corinzi; mentre alle finestre è possibile ammirare coppie di angeli.
Del ciclo di affreschi di Pietro Novelli del 1628 alcuni frammenti superstiti sono stati trasportati su tela e custoditi nella Galleria regionale di Palazzo Abatellis di Palermo.
L'oratorio dei Falegnami è reso ancora più particolare dagli arredi lignei risalenti al XVII-XVIII secolo e tutt'oggi visibili al suo interno.